# Mon (bang)
17°0′B 97°20′Đ / 17°B 97,333°Đ
Tôn giáo ở Mon (2014)
Mon là một bang của Myanmar. Bang này nằm kẹp giữa bang Kayin về phía đông, biển Andaman về phía tây, Vùng Bago về phía bắc và Vùng Tanintharyi về phía nam. Bang này có đường biên giới ngắn với tỉnh Kanchanaburi của Thái Lan tại mũi đông nam. Bang Mon có diện tích 12.155 km². Bang này có nhiều đảo nhỏ dọc theo bờ biển dài 566 km của nó. Thủ phủ bang là Mawlamyaing, trước đây gọi là Moulmein.　
Bang Mon có 9 huyện. Các huyện Mawlamyine (thủ phủ của bang), Kyaikmaraw, Chaungzon, Thanbyuzayat, Mudon và Ye tạo thành nhóm huyện Mawlamyine. Các huyện Thaton, Paung, Kyaikto và Bilin tạo thành nhóm huyện Thaton.